# Костюхнівський заказник
Костюхні́вський зака́зник — ботанічний заказник місцевого значення в Україні. Об'єкт розташований на території Маневицького району Волинської області, ДП «Маневицькие ЛГ», Вовчецьке лісництво, квартал 15, виділи 2—5. 
Площа — 7,5 га, статус отриманий у 1980 році.
Охороняється ділянка соснового лісу віком близько 100 років, де зростають папороті, мохи та ягідні рослини: брусниця, чорниця, журавлина болотна, лохина, трапляються осока тонкокореневищна, занесена до Червоної книги України, та регіонально рідкісний хвощ великий.